# Port lotniczy Chicago-Midway
Międzynarodowy Port Lotniczy Chicago Midway (kod IATA: MDW, kod ICAO: KMDW) - lotnisko komercyjne położone w południowo-zachodniej części Chicago, w stanie Illinois, w USA około 19 km od centrum biznesowego miasta (dzielnicy Loop). Znajduje się na pograniczu dzielnic Clearing i Garfield Ridge. Lotnisko zostało założone w 1927 roku i pełniło funkcję głównego portu lotniczego Chicago aż do otwarcia lotniska O’Hare w 1944 roku. Midway jest jednym z najbardziej ruchliwych lotnisk w USA, drugim pod względem liczby pasażerów w aglomeracji chicagowskiej i całym stanie Illinois — w 2023 roku obsłużyło 22 050 489 pasażerów.
Midway jest bazą linii Southwest Airlines, które przewożą ponad 90% pasażerów korzystających z tego lotniska. Nazwa lotniska upamiętnia Bitwę o Midway. Nieistniejące już linie lotnicze Midway Airlines, które miały tu swoją siedzibę, również zaczerpnęły nazwę od tego lotniska. Lotnisko zajmuje obszar o powierzchni około 2,6km², ograniczony ulicami 55th i 63rd oraz Central i Cicero Avenues. Kompleks terminali ukończono w 2001 roku. Terminal przecina Cicero Avenue i posiada 43 bramki, w tym infrastrukturę do obsługi pasażerów międzynarodowych. Linia Orange Line szybkiej kolei miejskiej CTA zapewnia połączenie z centrum Chicago, gdzie łączy się z innymi liniami metra i kolei naziemnej.

## Linie lotnicze i połączenia

### Hall A
- AirTran Airways (Atlanta, Boston [sezonowo], Fort Myers [sezonowo], Miami, Orlando, Sarasota/Bradenton)
- Delta Air Lines
  - Delta Connection obsługiwane przez Shuttle America (Nowy Jork-LaGuardia)
- Frontier Airlines (Denver)
  - obsługiwane przez Frontier Airlines (Cancún) [czartery weekendowe]
- Northwest Airlines (Detroit, Minneapolis/St. Paul)
  - Northwest Airlink obsługiwane przez Compass Airlines (Detroit, Minneapolis/St. Paul)
  - Northwest Airlink obsługiwane przez Mesaba Airlines (Detroit)
- Southwest Airlines (Patrz Hall B)

### Hall B
- Southwest Airlines (Albany, Albuquerque, Austin, Baltimore/Waszyngton, Birmingham (AL), Buffalo, Cleveland, Columbus (OH), Denver, Detroit, Fort Lauderdale, Fort Myers, Hartford/Springfield, Houston-Hobby, Indianapolis, Jackson, Kansas City, Las Vegas, Little Rock, Long Island/Islip, Los Angeles, Louisville, Manchester (NH), Nashville, Nowy Orlean, Norfolk, Oakland, Omaha, Orlando, Filadelfia, Phoenix, Pittsburgh, Portland (OR), Providence, Raleigh/Durham, Reno/Tahoe, Sacramento, Salt Lake City, San Antonio, San Diego, San Francisco, San Jose (CA), Seattle/Tacoma, St. Louis, Tampa, Tucson, Waszyngton-Dulles)

### Hall C
- Delta Air Lines
  - Delta Connection obsługiwane przez Comair (Atlanta)
  - Delta Connection obsługiwane przez Shuttle America (Atlanta)